# Sphyrapicus thyroideus
Sphyrapicus thyroideus és una espècie d'ocell de la família dels pícids (Picidae) que habita els boscos de coníferes d'Amèrica del Nord, al sud de la Colúmbia Britànica, Idaho, oest de Montana, Wyoming, Califòrnia, centre d'Arizona i sud de Nou Mèxic. Rep en diverses llengües el nom de "picot de Williamson" (Anglès: Williamson's Sapsucker. Francès: Pic de Williamson).